# Гамбринус (пиво)

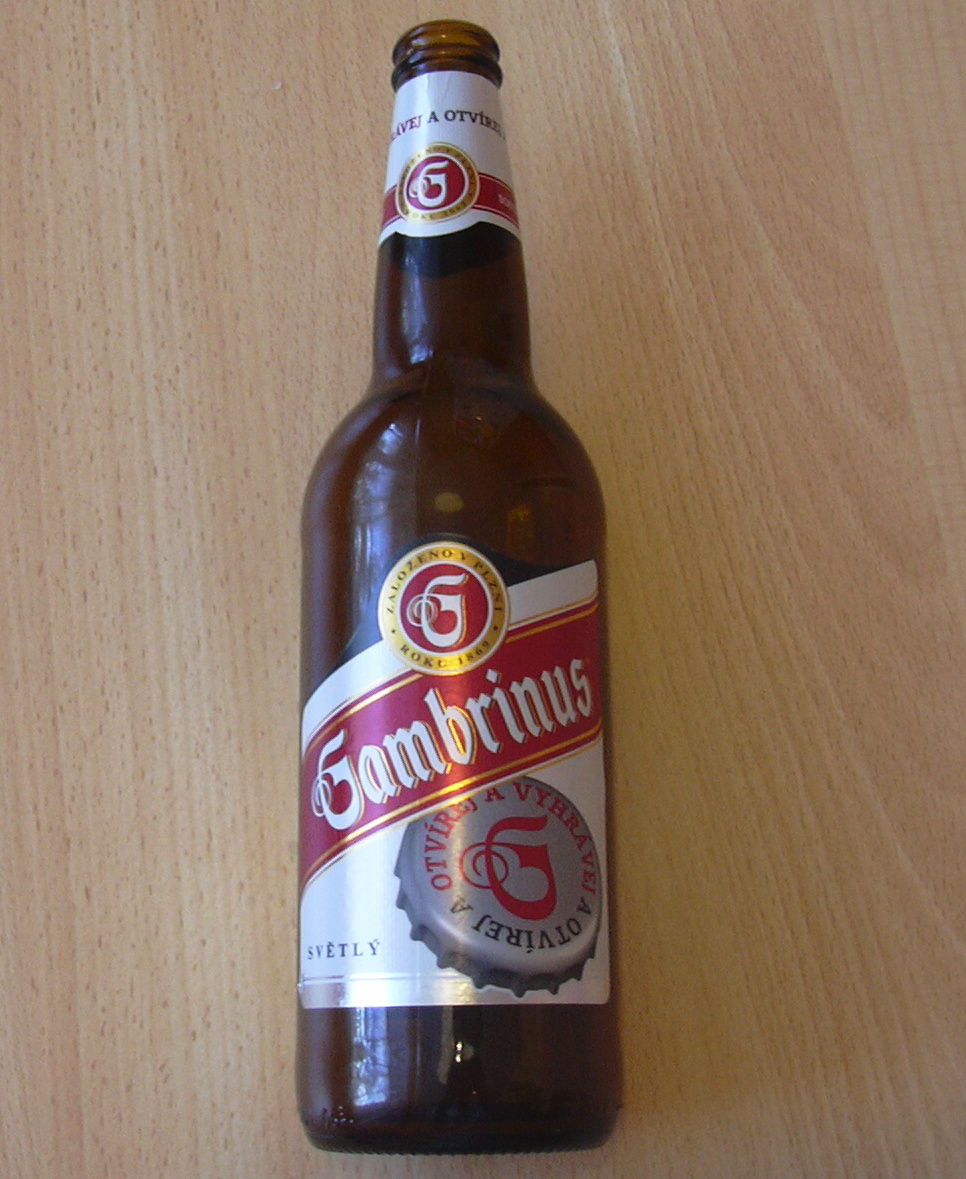
Бутылка Гамбринуса

Гамбринус (чеш. Gambrinus) — торговая марка чешского пива, одного из самых популярных в Чехии. Производится компанией Plzeňský Prazdroj, a. s. в городе Пльзень с 1869 года. Так же является маркой австрийского пива, производимого в Вене компанией Ottakringer Brauerei AG. Кроме этого марку «Гамбринус» используют и многие другие пивоваренные компании в Германии и Дании.
В городе Мендиг каждый второй год проводится пивной фестиваль Gambrinusfest.

## Сорта чешского пива Гамбринус
- Гамбринус светлое (чеш. Gambrinus světlé výčepní) — классическое светлое пиво. Содержание алкоголя 4,1 %;
- Гамбринус Премиум (чеш. Gambrinus Premium) — выдержанное светлое пиво с содержанием алкоголя 5,1 %;
- Гамбринус Экселлент (чеш. Gambrinus 11° Excelent) — оригинальное светлое пиво, производящееся с 2008 года с помощью технологии «тройного хмеления». Содержание алкоголя 4,7 %;
- Гамбринус со сниженным содержанием сахара (чеш. Gambrinus se sníženým obsahem cukrů) — специальное светлое пиво со сниженной энергетической ценностью продукта. Содержание алкоголя 3,8 %.

На каждой бутылке чешского Гамбринуса стоит подпись главного пивовара Яна Главачка (чеш. Jan Hlaváček).

## Сорта австрийского пива Гамбринус
Австрийская пивоваренная компания Ottakringer производит только один сорт пива под этой маркой: светлый Гамбринус с содержанием алкоголя 4,6 %.

## Остальные компании, использующие марку Гамбринус
- Пивоварня Gambrinus в Вайдене (Верхний Пфальц), Германия;
- Пивоварня Gambrinusbräu в Долни-Дворжиште (чеш.  Dolní Dvořiště, нем. Unterhaid), Чехия. Единственная компания, производящая тёмное пиво Гамбринус;
- Пивоварня Mohrenbrauerei August Huber в городе Дорнбирн (Форарльберг), Австрия;
- Пивоварня Gambrinus в Нагольде Германия;
- Пивоварня Gambrinus в городе Найла, Германия;
- Пивоварня Hancock в Скиве, Дания;
- Пивоваренный завод Гамбринус в Ижевске, Россия;